# نیومادرید (میزوری)
نیومادرید (به انگلیسی: New Madrid) یک شهر در ایالات متحده آمریکا است که در شهرستان نیو مادرید، میزوری واقع شده‌است. نیومادرید ۱۱٫۷۳ کیلومتر مربع مساحت و ۳٬۱۱۶ نفر جمعیت دارد و ۹۰ متر بالاتر از سطح دریا واقع شده‌است.